# 프리잭 (영화)
《프리잭》(영어: Freejack)은 1992년에 개봉한 미국의 SF 영화이다. 제프 머피가 연출하고, 에밀리오 에스테베즈, 믹 재거, 러네이 루소, 앤서니 홉킨스 등이 출연하였다. 미국에서 워너 브라더스에 의해 1992년 1월 17일 개봉하였다. 평단으로부터 대체로 부정 평가를 받았다.

## 줄거리
디스토피아의 2009년 미래 세계에서는 쓰레기통을 뒤지며 사는 사람들과 살인자들이 넘쳐나는 한편 부자 노인들의 정신을 대체 신체로 옮기는 기술과 시간 여행 장비가 개발되었다. 약물 남용과 환경 파괴에 찌든 이 시대의 청년층은 그닥 소구력 있는 대체 신체 대상으로 여겨지지 않고, 따라서 소위 “본재커”(bonejacker)라고 불리는 용병들이 매력적인 대체 신체를 구하기 위해 과거로 돌아가 사망 직전에 놓인 젊은이들을 미래로 납치해 온다. 시술이 이뤄지기 전에 탈주에 성공한 과거의 인물들은 미래 세계에서 “프리잭”(Freejack)으로 불리며, 법의 보호를 받지 못한다.
1991년에 사는 포뮬러 원 자동차 경주 선수 앨릭스 펄롱은 원래 자동차 충돌 사고로 사망할 예정이었다. 그러나 그 직전에 매캔들리스 코퍼레이션의 사주를 받은 노련한 본재커 빅터 버센댁이 앨릭스를 납치해 2009년 뉴욕으로 데려온다. 소동을 틈타 탈출한 앨릭스는 현재 매캔들리스 임원이 되어 있는 옛 연인 줄리 레들런드와 재회해 옛 감정을 되살려간다.
줄리의 상사인 이언 매캔들리스는 이미 사망한 상태이나 인격을 “정신 스위치보드”에 임시 저장해 놓았으며, 이를 앨릭스의 몸에 설치하고 줄리를 차지하려고 한다. 앨릭스가 빅터의 용병단, 이언과 연줄이 있는 경찰 인사, 이언의 자리를 노리는 이언의 오른팔 마크 미셜렛의 사설 경호팀까지 상대하는 가운데 옛 친구들은 앨릭스를 배신하고 팔아 넘길 생각뿐이다.

## 출연진
- 에밀리오 에스테베즈 - 앨릭스 펄롱 역
- 믹 재거 - 빅터 버센댁 역
- 러네이 루소 - 줄리 레들런드 역
- 앤서니 홉킨스 - 이언 매캔들리스 역
- 조너선 뱅크스 - 마크 미셜렛 역
- 그랜드 L. 부시 - 분 역
- 데이비드 조핸슨 - 브래드 카터 역
- 어맨다 플러머 - 수녀 역
- 윌버 피츠제럴드 - 언하트 역
- 프랭키 페이존 - 이글 맨 역
- 존 셰이 - 모건 역
- 이사이 모랄레스 - 리퍼 역
- 제리 홀 - 뉴스 방송 기자 역

## 우리말 녹음
| KBS 성우진 (1994년 4월 30일) - 장세준 - 앨릭스(에밀리오 에스테베즈) - 손정아 - 줄리(러네이 루소) - 김준 - 빅터(믹 재거) - 이완호 - 매캔들리스(앤서니 홉킨스) - 김정호 - 마크(조너선 뱅크스) - 박은숙 - 수녀(어맨다 플러머) - 유해무 - 브래드(데이비드 조핸슨) - 이봉준 - 분(그랜드 L. 부시) - 신흥철 - 흑인 남자(프랭키 페이존) - 김영민 - 빅터의 부하(이사이 모랄레스) - 김익태 - 회사 직원(윌버 피츠제럴드) - 임성표 - 음식점 손님(토니 에퍼) - 박수옥 - 방송 기자(제리 홀) - 서문석 - 카메라맨(제프 스코디노) - 이재용 - 모건(존 셰이) | MBC 성우진 - 안지환 - 앨릭스(에밀리오 에스테베즈) - 이윤연 - 버센댁(믹 재거) - 강희선 - 줄리(러네이 루소) - 황일청 - 매캔들리스(앤서니 홉킨스) - 전임복 - 김명수 - 박영화 - 이병식 - 최원형 - 박지훈 - 엄태국 - 엄현정 - 이철용 - 정남 - 김기철 - 김민성 - 송준석 - 이상범 |  |